# Melodifestivalen 1981

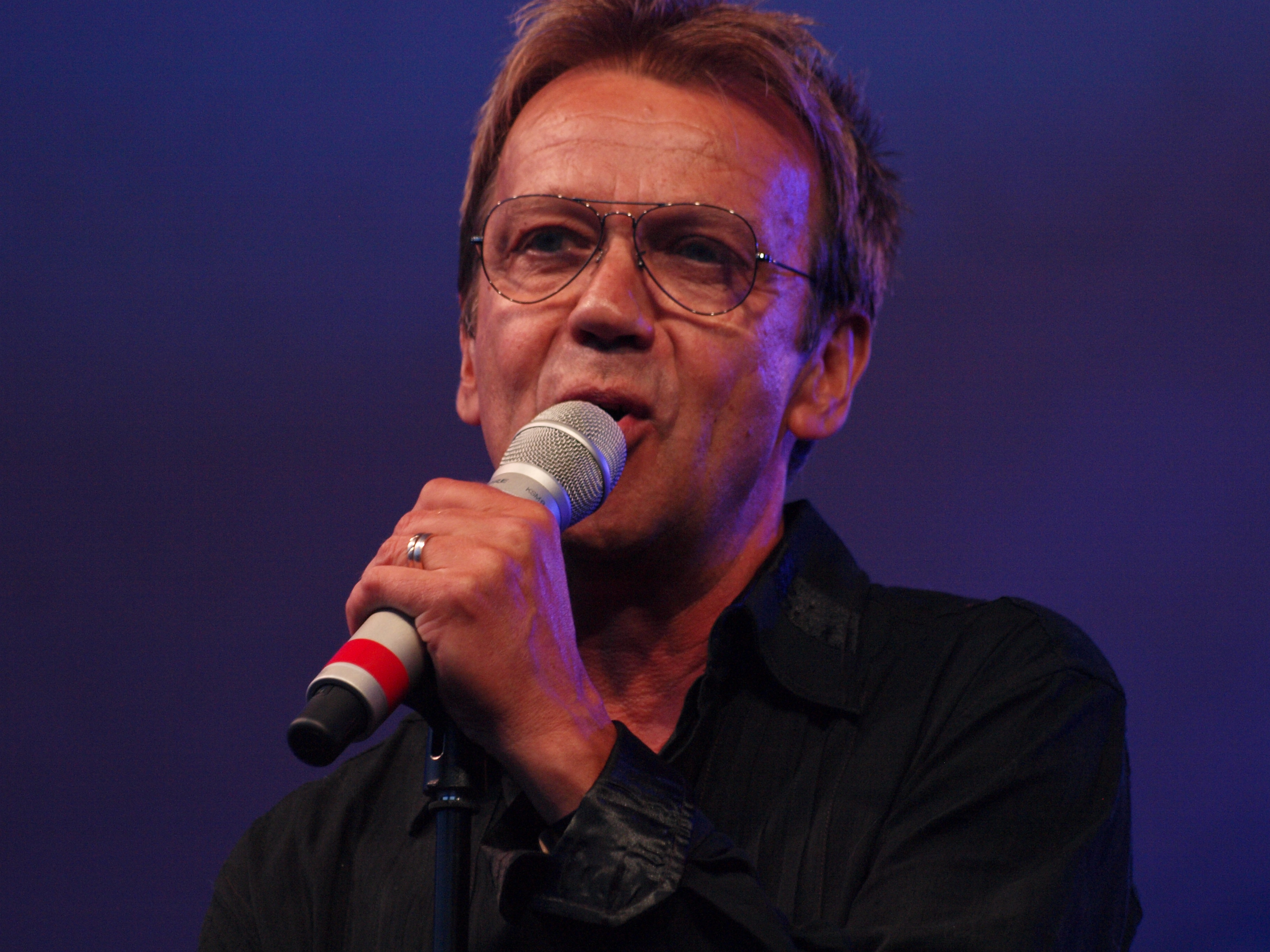
Björn Skifs en el Stockholm Pride 2010.

El Melodifestivalen 1981 tuvo lugar el 21 de febrero en el Cirkus de Estocolmo. La presentadora fue Janne Loffe Carlsson.
Los lectores de los rotativos Aftonbladet y Expressen eligieron telefónicamente su tema favorito, otorgando la victoria a los interpretados por Chips y Janne Lucas Persson. 
| Nr. | Artista             | Canción              | Texto/Música                         | Puntos | Posición |
| --- | ------------------- | -------------------- | ------------------------------------ | ------ | -------- |
| 1.  | Kicki Moberg        | Men natten är vår    | Agnetha Fältskog                     | 28     | 5        |
| 2   | Janne Lucas Persson | Rock'n Roll Mountain | Janne Lucas Persson y Göran Ledstedt | 50     | 3        |
| 3   | Chips               | God morgon           | Lasse Holm y Torgny Söderberg        | 57     | 2        |
| 4   | Anders Glenmark     | Det är mitt liv      | Anders Glenmark                      | 41     | 4        |
| 5   | Björn Skifs         | Fångad i en dröm     | Björn Skifs y Bengt Palmers          | 59     | 1        |

## Sistema de votación
| Artista             | Falun | Gotem. | Karls. | Luleå | Malmö | Norrk. | Sundsv. | Umeå | Växjö | Örebro | Estoc. | Total |
| ------------------- | ----- | ------ | ------ | ----- | ----- | ------ | ------- | ---- | ----- | ------ | ------ | ----- |
| Kicki Moberg        | 1     | 1      | 1      | 2     | 1     | 1      | 8       | 1    | 2     | 4      | 6      | 28    |
| Janne Lucas Persson | 8     | 4      | 4      | 6     | 4     | 6      | 6       | 4    | 4     | 2      | 2      | 50    |
| Chips               | 2     | 2      | 2      | 4     | 6     | 8      | 4       | 8    | 8     | 8      | 1      | 53    |
| Anders Glenmark     | 4     | 6      | 8      | 1     | 2     | 2      | 2       | 6    | 1     | 1      | 8      | 41    |
| Björn Skifs         | 6     | 8      | 6      | 8     | 8     | 4      | 1       | 2    | 6     | 6      | 4      | 59    |